# つがる市立森田小学校
つがる市立森田小学校（つがるしりつ もりたしょうがっこう）は、青森県つがる市森田町森田にある公立小学校。

## 概要
- 本校は、旧森田村中心部にあり、旧森田村東部（育成小学校の学区）を除く旧森田村域が学区となっていたが、2021年（令和3年）3月31日をもって、育成小学校が閉校した為、本校は、旧森田村域唯一の小学校となった[1]。
- 主な進学先は、森田中学校。

## 沿革
- 1876年（明治19年）12月1日 - 山田・床舞・大館の各小学が統合し、森田簡易小学校創立。
- 1880年（明治23年） - 森田尋常小学校に改称。
- 1896年（明治29年）12月 - 高等科を併置し、森田高等尋常小学校に改称。
- 1922年（大正11年）1月 - 床舞・中田の両季節分校開校。
- 1926年（大正15年）11月 - 森田字月見野18番地に校舎新築移転。
- 1941年（昭和16年）4月1日 - 国民学校令により、森田国民学校に改称。同日から、床舞・中田の両季節分校が通年制分校に移行。
- 1947年（昭和22年）4月1日 - 新学制制度発足により、森田村立森田小学校に改称。同日から森田中学校併置。高等科生を中学校に移籍。
- 1950年（昭和25年）4月7日 - 森田中学校校舎新築・独立移転。
- 1965年（昭和40年）3月 - プール完成。
- 1969年（昭和44年）3月31日 - 床舞・中田の分校が廃校。
- 1982年（昭和57年）
  - 11月 - 旧校舎が閉校[2]。
  - 12月 - 現在地に新校舎が落成し、落成式挙行[2]。
- 1986年（昭和61年）9月 - 創立百周年記念式典挙行。
- 2005年（平成17年）2月11日 - つがる市誕生により、つがる市立森田小学校に改称。
- 2021年（令和3年）4月1日 - 育成小学校を統合。

## 学区
- つがる市森田町全域。

## アクセス
- JR五能線陸奥森田駅から約600m、徒歩で約9分、車で約2分。
- 弘南バス「鰺ヶ沢 - 五所川原線」森田駅通りバス停より、学校正門（校門）まで、
  - 五所川原行のりばから、徒歩約430m・約7分。
  - 鰺ヶ沢行のりばから、徒歩約470m・約7分。
- 生涯学習交流センター・松の館（つがる市教育委員会）から、車で約6.9km・約14分。

## 周辺
- つがる市立森田中学校 - 主な進学先で、敷地が隣接。
- つがる市森田歴史民俗資料館

## 参考資料
- 『森田村村政百年史』（森田村・1997年3月1日発行）332頁～347頁「資料編」に記載の年表
- 「学校沿革 小学校 森田小学校」『青森県教育史 別巻』青森県教育委員会、1973年12月20日、775頁。ASIN B000J7JCJY。